# 戸賀崎智信
戸賀崎 智信（とがさき とものぶ、1973年11月15日 - ）は、富山県高岡市出身。
AKB48劇場支配人、AKB48グループ総支配人およびカスタマーセンター長を歴任し、同グループの運営から離脱後、芸能事務所プリュのカスタマーセンター長を務める。

## 略歴
- 1973年、富山県高岡市で生まれる[2]。ただし、生後まもなく東京都へ移住したため、出身地を東京都と記載することがある[3]。
- 1986年、筑波大学附属小学校卒業。
- 1992年、筑波大学附属中学校・高等学校卒業。
- 2004年、株式会社office48に設立と同時に入社（取締役）。
- 2005年、AKB48劇場支配人に選任される。
- 2007年10月、AKB48オフィシャルブログで婚約を発表[4][注 1]（後に解消）。
- 2010年7月、SDN48劇場支配人ブログ（GREE）で7歳年下の女性との結婚を発表[5]。
- 2010年10月、株式会社オフィスDotheBest（後に株式会社SLDKに改名）を設立。同社は一時休眠状態を経て事業再開後にAKB48グループの握手会の企画・運営を受託していた[6]。
- 2013年、支配人再編でAKB48グループ総支配人に昇格。当初はAKB48劇場支配人を湯浅洋に委ねる予定だったが、ファンによる信任投票で否決されたため、夏のドームツアーで湯浅の昇格が発表されるまで、一時的にAKB48劇場支配人も兼任した。
- 2014年2月24日、『AKB48グループ大組閣祭り』においてAKB48グループ総支配人及び同プロジェクト・ゼネラルマネージャー職を解かれ、新設のカスタマーセンター長に就任。総支配人職は衣装責任者の茅野しのぶが引き継いだ[1]。
- 2018年8月末をもってAKB48グループより離れることを公表[7]。
- 2019年3月19日、株式会社SLDKが解散[6]。
- 2021年5月19日、株式会社SLDKの破産手続き開始が決定[6]。
- 2021年7月1日、アイドルプロデュースやイベントを手がける芸能事務所プリュのカスタマーセンター長に就任[8]。

## 人物
- 趣味は、野球（高校野球ファン[9]）、飲酒、料理[3]。ペットは、犬を3匹飼っている[10]。弟がいる[11]。
- office48入社以前は、キャバクラ店の経営に携わっていた[12]。

### AKB48との関係性
- 2005年7月、office48社長・芝幸太郎から「秋葉原48プロジェクト」の話を聞かされて以降、同プロジェクトをゼネラルマネージャーとして支えて行くことになる[13]。
- 2009年5月から2012年3月31日までの間、SDN48プロジェクトにも携わっていた[14]。
- 2011年7月、HKT48第1期生最終メンバー選考オーディションに審査員の一人として参加[15]。
- AKB48劇場支配人を務める傍ら、AKB48オフィシャルブログ（通称：トガブロ）の管理人でもあり、SDN48オフィシャルブログ、SDN48劇場支配人ブログの管理人も兼務している。過去には、office48オフィシャルブログ（現・井上結菜、粕谷聡子、福野来夢、二見夕貴、古川温子、山上綾加オフィシャルブログ）[注 2]の管理人も務めていた。
- AKB48ファンの間では姓の子音をとって「tgsk」と呼ばれることが多く、自身のTwitter（通称：トガツイ）アカウントも「tgsk48」にしていた。
- Twitterのツイート頻度は非常に高く、AKB48運営チームの中ではもっともファンとの距離が近い人物であった。そのため、トラブルなどが発生した際には最も批判を受けやすい立場であり、過去に土下座をして謝罪したこともある[16]。2011年末以降はGoogle+での投稿もあり、コミュニケーションの幅を広げていた。
- ブログ等での運営報告の他にも、イベント会場で支配人部屋を設置し、ファンから直接質問や要望を受け付けるなど現場仕事も頻繁に務めていた[17]。

## 出演

### イベント
- AKB48と行く花やしきツアー（2006年7月23日）
- AKB48 13thシングル 選抜総選挙「神様に誓ってガチです」開票イベント（2009年7月8日、赤坂BLITZ）※MC
- 週刊AKB 大縄跳び大会（2010年6月6日、レモンスタジオ）
- AKB48 19thシングル選抜じゃんけん大会（2010年9月21日、日本武道館）※副審
- AKB48 24thシングル選抜じゃんけん大会（研究生抽選会：2011年7月12日、AKB48劇場 予選会：2011年7月18日、AKB48劇場）※司会
- 東日本大震災被災者慰問「誰かのために」プロジェクトミニライブ（2012年4月、釜石市）※「GIVE ME FIVE!」でキーボード伴奏担当

### コンサート
いずれもサプライズ発表のために出演
- AKB48 まさか、このコンサートの音源は流出しないよね?（2008年11月23日、NHKホール）※影アナ
- 読売新聞創刊135周年記念コンサート AKB104選抜メンバー組閣祭り（2009年8月22日・23日、日本武道館）
- AKB48 満席祭り希望 賛否両論（2010年3月25日、横浜アリーナ）
- AKB48 コンサート「サプライズはありません」（2010年7月10日・11日、代々木第一体育館）
- AKB48 コンサート「よっしゃぁ〜行くぞぉ〜! in 西武ドーム」（2011年7月24日のみ、西武ドーム）
- AKB48 コンサート「業務連絡。頼むぞ、片山部長! in さいたまスーパーアリーナ」（2012年3月24日・25日、さいたまスーパーアリーナ）
- AKB48 in TOKYO DOME 〜1830mの夢〜（2012年8月24日、東京ドーム）

### PV
AKB48
- 偶然の十字路（映画館「ロマン座」支配人役）
- 恋するフォーチュンクッキー STAFF ver.

SDN48
- 淡路島のタマネギ
- 負け惜しみコングラチュレーション

### テレビ
- ワケありバンジー（ワケありバンジー制作委員会）
- カンニングのDAI安☆吉日!（BSフジ）
- 有吉AKB共和国（TBS）
- AKBINGO!（日本テレビ）